# Paul Hoes
Paulinus Joseph Maria Hoes (Tilburg, 22 juni 1953) is een Nederlands acteur. Paul is een broer van acteurs Guus Hoes (1945-1986) en Hans Hoes (1949). 

## Carrière
- Gijsbrecht van Amstel - Willebrord en Gozewijn van Amstel (2012)
- Jackie - Vader (2012)
- Wolfseinde - Baron Carel van Boeyen-Biezelingh (2008)
- Keyzer & De Boer Advocaten - Gilbert Meijer (Afl., Campingmoord, 2008)
- Zadelpijn - Ex van Yvonne (2007)
- Spoorloos verdwenen - Robert Zwart (Afl., De verdwenen wethouder, 2006)
- Grijpstra & De Gier - Fred de Waal (2005)
- Pluk van de Petteflet - Parkarchitect (2004)
- Ernstige Delicten - Marcel de Witt (2004)
- Wilhelmina - Van Tets (2001)
- Russen - Henk de Vries (2000)
- Oud Geld - Hans van Woensel Kooij (1998)
- Kind aan huis - Herman (1997)
- Unit 13 - Hypnotherapeut (Afl., Op glad ijs, 1996)